# Konklawe 1513
Konklawe 4 – 11 marca 1513 – konklawe, które odbyło się po śmierci Juliusza II i wyniosło na tron papieski Leona X.

## Śmierć Juliusza II
Papież Juliusz II zmarł 21 lutego 1513. Włochy od blisko dwu dziesięcioleci były areną wojny, którą toczyły – w zmieniających się konfiguracjach sojuszniczych – Francja, Hiszpania i państwa włoskie. Juliusz II był przeciwnikiem Francuzów i dwa lata przed śmiercią utworzył Ligę Świętą przeciwko Francji. Polityka ta wywołała sprzeciw grupy profrancusko nastawionych kardynałów, którzy w 1511 zwołali sobór do Pizy, będący w opozycji do papieża. W odpowiedzi papież ekskomunikował pięciu kardynałów i zwołał własny sobór. Krótko po jego otwarciu zmarł. Ponadto rosło zagrożenie ze strony Imperium osmańskiego, zwłaszcza dla Węgier.
14 stycznia 1505 Juliusz II wydał bullę unieważniającą wybór papieża w drodze świętokupstwa.

## Lista uczestników
Kolegium Kardynalskie liczyło 31 pełnoprawnych kardynałów, z czego w konklawe wzięło udział 25:
- Raffaele Sansoni Riario; Kardynał S. Giorgio[4] (nominacja kardynalska: 10 grudnia 1477) – kardynał biskup Ostia e Velletri; komendatariusz kościoła prezbiterialnego S. Lorenzo in Damaso i diakonii S. Giorgio in Velabro; dziekan Świętego Kolegium Kardynałów; kamerling Świętego Kościoła Rzymskiego; administrator diecezji Cuenci i Savony; protektor Zakonu Krzyżackiego
- Domenico Grimani; Kardynał S. Marco[4] (20 września 1493) – kardynał biskup Porto e Santa Rufina; komendatariusz kościoła prezbiterialnego S. Marco; subdziekan Świętego Kolegium Kardynałów; patriarcha Akwilei
- Jaime Serra i Cau; Kardynał z Oristano[4] (28 września 1500) – kardynał biskup Albano; administrator archidiecezji Burgos oraz diecezji Elne i Linköping
- Francesco Soderini; Kardynał z Volterry[4] (31 maja 1503) – kardynał biskup Sabiny; administrator diecezji Saintes
- Marco Vigerio della Rovere OFM; Kardynał z Senigalli[4] (1 grudnia 1505) – kardynał biskup Palestriny; komendatariusz kościoła prezbiterialnego S. Maria in Trastevere; gubernator Capraniki
- Tamás Bakócz; Kardynał z Ostrzyhomia[4] (28 września 1500) – kardynał prezbiter Ss. Silvestro e Martino; protoprezbiter Świętego Kolegium Kardynałów; tytularny patriarcha Konstantynopola; arcybiskup Ostrzyhomia i prymas Węgier; kanclerz królestwa Węgier
- Francisco de Remolins; Kardynał z Sorrento[4] (31 maja 1503) – kardynał prezbiter Ss. Giovanni e Paolo; komendatariusz kościoła prezbiterialnego S. Marcello; administrator archidiecezji Palermo; biskup Fermo; wicekról Neapolu
- Niccolò Fieschi (31 maja 1503) – kardynał prezbiter S. Prisca; administrator archidiecezji Embrun i diecezji Agde
- Adriano Castello; Kardynał z Bath[4] (31 maja 1503) – kardynał prezbiter S. Crisogono; administrator diecezji Bath and Wells
- Robert Guibé; Kardynał z Nantes[4] (1 grudnia 1505) – kardynał prezbiter S. Anastasia; administrator diecezji Albi i Vannes; kamerling Świętego Kolegium Kardynałów; legat apostolski w Awinionie; ambasador królestwa Francji przy Stolicy Apostolskiej
- Leonardo Grosso della Rovere; Kardynał z Agen[4] (1 grudnia 1505) – kardynał prezbiter S. Susanna; biskup Agen; penitencjariusz większy; prefekt Trybunału Sygnatury Sprawiedliwości; archiprezbiter bazyliki liberiańskiej
- Sisto Gara della Rovere; Kardynał S. Pietro in Vincoli[4] (11 września 1508) – kardynał prezbiter S. Pietro in Vincoli; biskup Padwy; administrator archidiecezji Benewentu i archidiecezji Lukki; wicekanclerz Świętego Kościoła Rzymskiego; komendatariusz opactwa terytorialnego Farfa
- Carlo Domenico del Carretto; Kardynał z Finale[4] (1 grudnia 1505) – kardynał prezbiter S. Nicola inter Imagines; arcybiskup Tours
- Christopher Bainbridge; Kardynał z Yorku[4] (10 marca 1511) – kardynał prezbiter S. Prassede; arcybiskup Yorku; ambasador królestwa Anglii przy Stolicy Apostolskiej
- Antonio Maria Ciocchi del Monte; Kardynał z Pawii[4] (10 marca 1511) – kardynał prezbiter S. Vitale; administrator diecezji Pawii
- Pietro Accolti; Kardynał z Ankony[4] (10 marca 1511) – kardynał prezbiter S. Eusebio; biskup Ankony; administrator diecezji Maillezais i Kadyksu
- Achille Grassi; Kardynał z Bolonii[4] (10 marca 1511) – kardynał prezbiter S. Sisto; biskup Bolonii i Città di Castello; protektor Polski
- Matthäus Schinner; Kardynał ze Sionu[4] (10 marca 1511) – kardynał prezbiter S. Pudenziana; biskup Sion; administrator diecezji Novary
- Bandinello Sauli; Kardynał Bandinello[4] (10 marca 1511) – kardynał prezbiter S. Sabina; biskup Gerace e Oppido
- Giovanni de’ Medici (9 marca 1489) – kardynał diakon S. Maria in Domnica; protodiakon Świętego Kolegium Kardynałów; administrator archidiecezji Amalfi; legat apostolski w Bolonii; władca Florencji
- Alessandro Farnese (20 września 1493) – kardynał diakon S. Eustachio; komendatariusz diakonii Ss. Cosma e Damiano; administrator diecezji Parmy i Corneto e Montefiascone; archiprezbiter bazyliki laterańskiej
- Luigi d’Aragona (1494) – kardynał diakon S. Maria in Cosmedin; komendatariusz diakonii S. Maria in Aquiro; administrator diecezji Aversa, Capaccio, León i Cava; komendatariusz opactwa terytorialnego Montevergine
- Marco Cornaro (28 września 1500) – kardynał diakon S. Maria in Portico; administrator diecezji Werony; legat apostolski w prowincji Patrymonium
- Sigismondo Gonzaga; Kardynał z Mantui[4] (1 grudnia 1505) – kardynał diakon S. Maria Nuova; administrator diecezji Mantui; legat apostolski w Marchii Ankońskiej
- Alfonso Petrucci; Kardynał ze Sieny[4] (10 marca 1511) – kardynał diakon S. Teodoro; biskup Sovany i Massa Marittima

Wśród elektorów było dziewiętnastu Włochów, dwóch Hiszpanów, Francuz, Niemiec, Węgier i Anglik. Trzynastu z nich mianował Juliusz II, dziesięciu – Aleksander VI, a po jednym – Innocenty VIII (Medici) i Sykstus IV (Riario).

### Nieobecni
Sześciu elektorów nie przybyło na konklawe (trzech Francuzów, Włoch, Hiszpan i Niemiec):
- Philippe de Luxembourg; Kardynał z Luksemburga[4] (21 stycznia 1495) – kardynał biskup Tusculum; biskup Le Mans i Thérouanne
- François Guillaume de Clermont; Kardynał z Clermont[4] (29 listopada 1503) – kardynał prezbiter S. Stefano al Monte Celio; arcybiskup Auch; administrator diecezji Saint-Pons de Thomiers
- Francisco Jiménez de Cisneros OFM; Kardynał z Toledo[4] (17 maja 1507) – kardynał prezbiter S. Balbina; arcybiskup Toledo i prymas Hiszpanii; wielki inkwizytor Kastylii
- Ippolito d’Este; Kardynał z Ferrary[4] (20 września 1493) – kardynał diakon S. Lucia in Silice; archiprezbiter bazyliki watykańskiej; administrator archidiecezji Mediolanu i Kapui oraz diecezji Eger, Ferrary i Modeny
- Amanieu d’Albret (28 września 1500) – kardynał diakon S. Nicola in Carcere Tulliano; administrator diecezji Bazas i Lescar
- Matthäus Lang von Wellenburg; Kardynał z Gurk[4] (10 marca 1511) – kardynał diakon S. Angelo in Pescheria; biskup Gurk i Cartageny; arcybiskup-koadiutor Salzburga; kanclerz Świętego Cesarstwa Rzymskiego

Trzech z nich mianował Aleksander VI, trzech Juliusz II.
Ponadto czterech innych kardynałów – inicjatorów schizmatyckiego soboru w Pizie, mimo ich próśb, nie zostało dopuszczonych do udziału w konklawe z uwagi na ciążące na nich ekskomuniki. Byli to: Bernardino Lopez de Carvajal, Federico di Sanseverino, Guillaume Briçonnet i René de Prie.

## Kandydaci na papieża
Wedle powszechnej opinii największe szanse na tiarę miało mieć dwóch najbogatszych kardynałów: Domenico Grimani i Tamás Bakócz, a w dalszej kolejności Riario i Fieschi. Pozycja Grimaniego wydawała się tym silniejsza, że miał on oficjalne poparcie swej ojczyzny, Republiki Wenecji, a ponadto cieszył się powszechnym szacunkiem z uwagi na prawe i cnotliwe życie. Z kolei przeciwko ambitnemu Bakóczowi zdawało się przemawiać wyłącznie jego węgierskie pochodzenie. W rzeczywistości jednak, po niedawnym potwierdzeniu przez Sobór Laterański V bulli przeciwko symonii, szanse bogatych purpuratów były mniejsze niż kiedykolwiek w ciągu poprzednich stu lat, gdyż nikt nie miał ochoty dawać pretekstu do oskarżeń o świętokupstwo i tym samym kwestionowania legalności wyboru. Ponadto Grimaniemu bardzo mocno sprzeciwiali się Hieronim de Vich, ambasador Hiszpanii, oraz hrabia Carpi, ambasador cesarza. Kandydatem popieranym przez cesarza był Adriano Castelli, podczas gdy Hiszpania sprzyjała kardynałowi Riario. Za papabile uważano też Mediciego i Carretto da Finale, których szanowano jako ludzi prawych i co do których nie było żadnych podejrzeń o niemoralne życie, co w ówczesnym Świętym Kolegium wcale nie było regułą.

## Konklawe
Konklawe rozpoczęło się 4 marca mszą do Ducha Świętego, którą celebrował archiprezbiter Świętego Kolegium Tamás Bakócz i w której uczestniczyło 24 kardynałów. Dopiero po mszy, ale jeszcze tego samego dnia, dołączył Adriano di Castello. Dla trzech chorych kardynałów przygotowano specjalne cele, o znacznie bardziej komfortowych warunkach. Byli to Soderini, Sisto della Rovere oraz Medici, który mimo młodego wieku był w bardzo kiepskim stanie z powodu pewnej dość wstydliwej przypadłości (cierpiał na schorzenie odbytu). Przez pierwszych kilka dni kardynałowie układali tekst kapitulacji wyborczej, który ustalono i podpisano dopiero 9 marca. Jej postanowienia obejmowały kontynuację walki z Turkami i znaczne ograniczenia władzy papieża na rzecz Świętego Kolegium, a także przyznawały liczne przywileje finansowe kardynałom. 10 marca odczytano bullę Juliusza II przeciw symonii i przystąpiono do pierwszego głosowania. Wobec braku zdecydowanego faworyta i wyraźnie zarysowanych podziałów wielu kardynałów postanowiło zagłosować na kandydatów z góry przegranych, licząc na to, że w międzyczasie dojdzie do wyklarowania sytuacji i uzgodnienia właściwego kandydata. O mało nie doprowadziło to do wyboru na papieża niezbyt cenionego, liczącego już ponad 80 lat hiszpańskiego kardynała Jaime Serra, którego nawet teoretycznie nie rozważano jako kandydata do tiary. Wyniki pierwszego głosowania przedstawiały się następująco:
| Kandydat                                                    | Liczba głosów | Głosujący |
| ----------------------------------------------------------- | ------------- | --- |
| Jaime Serra                                                 | 13            | 1. Achille Grassi; 2. Carlo del Carretto; 3. Pietro Accolti; 4. Francesco Soderini; 5. Antonio del Monte 6. Adriano Castello; 7. Francisco Remolins; 8. Marco Vigerio; 9. Raffaele Riario; 10. Domenico Grimani; 11. Tamás Bakócz; 12. Alessandro Farnese; 13. Alfonso Petrucci |
| Tamás Bakócz                                                | 8             | 1. Achille Grassi; 2. Carlo del Carretto; 3. Antonio del Monte; 4. Adriano Castello; 5. Jaime Serra; 6. Domenico Grimani; 7. Leonardo Grosso; 8. Alessandro Farnese |
| Leonardo Grosso                                             | 8             | 1. Sisto della Rovere; 2. Robert Guibè; 3. Achille Grassi; 4. Carlo del Carretto; 5. Pietro Accolti; 6. Francesco Soderini; 7. Niccolò Fieschi; 8. Alessandro Farnese |
| Niccolò Fieschi                                             | 7             | 1. Sisto della Rovere; 2. Carlo del Carretto; 3. Robert Guibè; 4. Bandinello Sauli; 5. Antonio del Monte; 6. Jaime Serra; 7. Marco Vigerio |
| Antonio del Monte                                           | 7             | 1. Achille Grassi; 2. Giovanni de’ Medici; 3. Sigismondo Gonzaga; 4. Marco Cornaro; 5. Francisco Remolins; 6. Luigi d’Aragona; 7. Alfonso Petrucci |
| Pietro Accolti                                              | 7             | 1. Achille Grassi; 2. Giovanni de’ Medici; 3. Sigismondo Gonzaga; 4. Marco Cornaro; 5. Francisco Remolins; 6. Luigi d’Aragona; 7. Alfonso Petrucci |
| Carlo del Carretto                                          | 5             | 1. Sisto della Rovere; 2. Robert Guibè; 3. Pietro Accolti; 4. Niccolò Fieschi; 5. Marco Vigerio |
| Francesco Soderini                                          | 4             | 1. Robert Guibè; 2. Giovanni de’ Medici; 3. Antonio del Monte; 4. Jaime Serra |
| Robert Guibè                                                | 4             | 1. Francesco Soderini; 2. Leonardo Grosso; 3. Tamás Bakócz; 4. Niccolò Fieschi |
| Adriano Castello                                            | 3             | 1. Jaime Serra; 2. Domenico Grimani; 3. Leonardo Grosso |
| Achille Grassi                                              | 3             | 1. Pietro Accolti; 2. Sigismondo Gonzaga; 3. Leonardo Grosso |
| Alessandro Farnese                                          | 3             | 1. Raffaele Riario; 2. Domenico Grimani; 3. Tamás Bakócz |
| Domenico Grimani                                            | 2             | 1. Robert Guibè; 2. Alessandro Farnese |
| Christopher Bainbridge                                      | 2             | 1. Marco Cornaro; 2. Adriano Castello |
| Marco Vigerio                                               | 1             | 1. Raffaele Riario |
| Francisco Remolins                                          | 1             | 1. Adriano Castello |
| Giovanni de’ Medici                                         | 1             | 1. Matthäus Schinner |
| Fabrizio del Carretto, prokurator zakonu joannitów w Rzymie | 1             | 1. Christopher Bainbridge |

Kardynałowie Raffaele Riario, Sisto della Rovere, Bandinello Sauli, Matthäus Schinner, Luigi d’Aragona, Marco Cornaro, Sigismondo Gonzaga, Alfonso Petrucci oraz wszyscy nieobecni kardynałowie nie otrzymali ani jednego głosu. Fabrizio del Carretto był jedynym nie-kardynałem, na którego oddano głos – poparł go angielski kardynał Christopher Bainbridge.
Zaskakujące wyniki pierwszego głosowania skłoniły elektorów do poszukiwania kompromisu. W toku negocjacji 10 marca szybko okazało się, że liczą się tylko dwaj kandydaci: Riario i Medici. 52-letniego kamerlinga popierali w większości starsi kardynałowie (m.in. Bakócz), natomiast niespełna 38-letni Medici miał poparcie frakcji „młodych”, której trzon tworzyli Sauli, Cornaro, Aragona, Petrucci, Gonzaga, del Monte i Schinner. Decydujące dla wyniku konklawe okazało się przekonanie kilku starszych elektorów (zwł. Soderiniego i Castello) do kandydatury Medyceusza. Ważnym argumentem był zły stan zdrowia kandydata, który zdawał się gwarantować, że mimo młodego wieku nie będzie on panował nazbyt długo. Ponadto liczono, że papież z potężnego rodu książęcego będzie w stanie opierać się obcym mocarstwom takim jak Francja, Hiszpania czy Cesarstwo, które ingerowały w sprawy Włoch. Widząc, że większość jego zwolenników przeszła na stronę Medyceusza, Riario uznał swą porażkę i sam udzielił poparcia młodszemu kontrkandydatowi.

## Wybór Leona X
11 marca kardynał Medici został wybrany na papieża, otrzymując głosy wszystkich elektorów z wyjątkiem własnego i – być może – prymasa Węgier, który był jednym z jego największych oponentów na tym konklawe. Elekt przybrał imię Leon X.
Leon X był ostatnim papieżem, który w chwili wyboru nie miał święceń kapłańskich. 15 marca 1513 został wyświęcony na kapłana, a dwa dni później konsekrowany na biskupa przez biskupa Ostii Raffaele Riario. 19 marca protodiakon Farnese koronował nowego papieża na schodach bazyliki watykańskiej.

## Uzupełniające źródła internetowe
- The Cardinals of the Holy Roman Church
- Sede Vacante 1513